# 柴崎正勝
柴﨑 正勝（しばさき まさかつ、1947年1月25日 - ）は、日本の有機化学者。学位は、薬学博士（東京大学・1974年）（学位論文「α-amino acidを用いる光学活性テルペン類の合成に関する研究」）。北海道大学名誉教授、東京大学名誉教授。財団法人微生物化学研究会微生物化学研究センター化学研究センター長、同常務理事（2010-）。2006年度日本薬学会会頭。埼玉県鴻巣市出身。

## 略歴
- 1965年 埼玉県立浦和高等学校卒業。
- 1969年 東京大学薬学部卒業[2]。
- 1974年 東京大学大学院薬学系研究科博士課程修了（山田俊一教授）[2]。
- 1974年3月 薬学博士（東京大学）（学位論文「α-amino acidを用いる光学活性テルペン類の合成に関する研究」）[3]。
- 1974-1977年 ハーバード大学博士研究員（E・J・コーリー研究室）[2]。
- 1977-1983年 帝京大学薬学部助教授[2]。
- 1983-1986年 相模中央化学研究所主任研究員[2]。
- 1986-1991年 北海道大学教授[2]。
- 1991-2010年 東京大学教授[2]。
- 2005-2006年 日本薬学会副会長。
- 2005年- 日本学術会議会員。
- 2006-2008年 東京大学大学院薬学系研究科研究科長・薬学部学部長。
- 2006-2007年 日本薬学会会長。
- 2010年 - 財団法人微生物化学研究会 微生物化学研究センター 化学研究センター長、同常務理事。
- 2013-2015年 日本薬学会会長。
- 2014年 - （公財）微生物化学研究会理事長。

## 業績
ビナフトール (BINOL) 骨格を有するものを中心に多数の不斉触媒を開発。それまで難しいとされてきたヘンリー反応、シアノヒドリン化、ストレッカー反応、ヘック反応、マイケル反応など多くの反応を、高い不斉収率で不斉化することに成功した。不斉触媒分野における1995年から2005年の論文引用回数は世界一である。
またこれらの反応を応用し、エポチロン・ストリキニーネ・ガルスベリンA・ラクタシスチン など数多くの化合物の全合成を報告している。2006年にはシキミ酸を必要としないタミフルの合成経路を開発し、安定供給に道を開くものと期待されている。

## 主な受賞歴
- 1993年 - 井上学術賞
- 1999年 - 日本薬学会賞
- 2001年 - 内藤記念科学振興賞
- 2002年 - ACS アーサー・C・コープ スカラー賞（アメリカ化学会）
- 2003年 - 東レ科学技術賞
- 2005年 - 日本学士院賞[2]
- 2006年 - 高峰記念第一三共賞
- 2008年 - プレローグ・メダル（チューリッヒ工科大学）
- 2008年 - センテナリー賞 (王立化学会)
- 2009年 - American Chemical Society Award for Creative Work in Synthetic Organic Chemistry（アメリカ化学会）
- 2012年 - 野依賞

その他の受賞歴：フルカ賞/エルゼビア賞/モレキュラーキラリティー賞/日本希土類学会賞(塩川賞)/アメリカ化学会賞/有機合成化学協会特別賞など多数

## 栄典
- 2003年 紫綬褒章[12]
- 2020年 瑞宝中綬章[13]

## 門下生
- 濱島義隆（静岡県立大学薬学部教授）
- 滝田良（静岡県立大学薬学部教授）

## 著書
- ライフサイエンスを志向した有機合成（1985年、共著、講談社） ISBN 978-4061907515
- 大学院講義 有機化学 I・II（1998年、共著、東京化学同人）I: ISBN 978-4807904846 II: ISBN 978-4807904853
- 廣川有機薬科学実験講座 第2巻 創薬化学の基礎となる不斉反応（1998年、編纂、廣川書店）ISBN 9784567178204
- メディシナルケミストリー（2003年、グラハム・Ｌ・パトリック著、翻訳、丸善）ISBN 9784621071878
- ウォーレン有機化学 上・下（2003年、翻訳、東京化学同人）上: ISBN 978-4807905683 下: ISBN 978-4807905690
- Stimulating Concepts in Chemistry（2000年、共著、Vch Verlagsgesellschaft Mbh）ISBN 978-3527299782
- Multimetallic Catalysts In Organic Synthesis（2004年、共著、John Wiley & Sons Inc）ISBN 978-3527308286
- 有機分子触媒の新展開（2006年、共著・監修、CMC出版）ISBN 978-4882319139